# Açude do Cedro

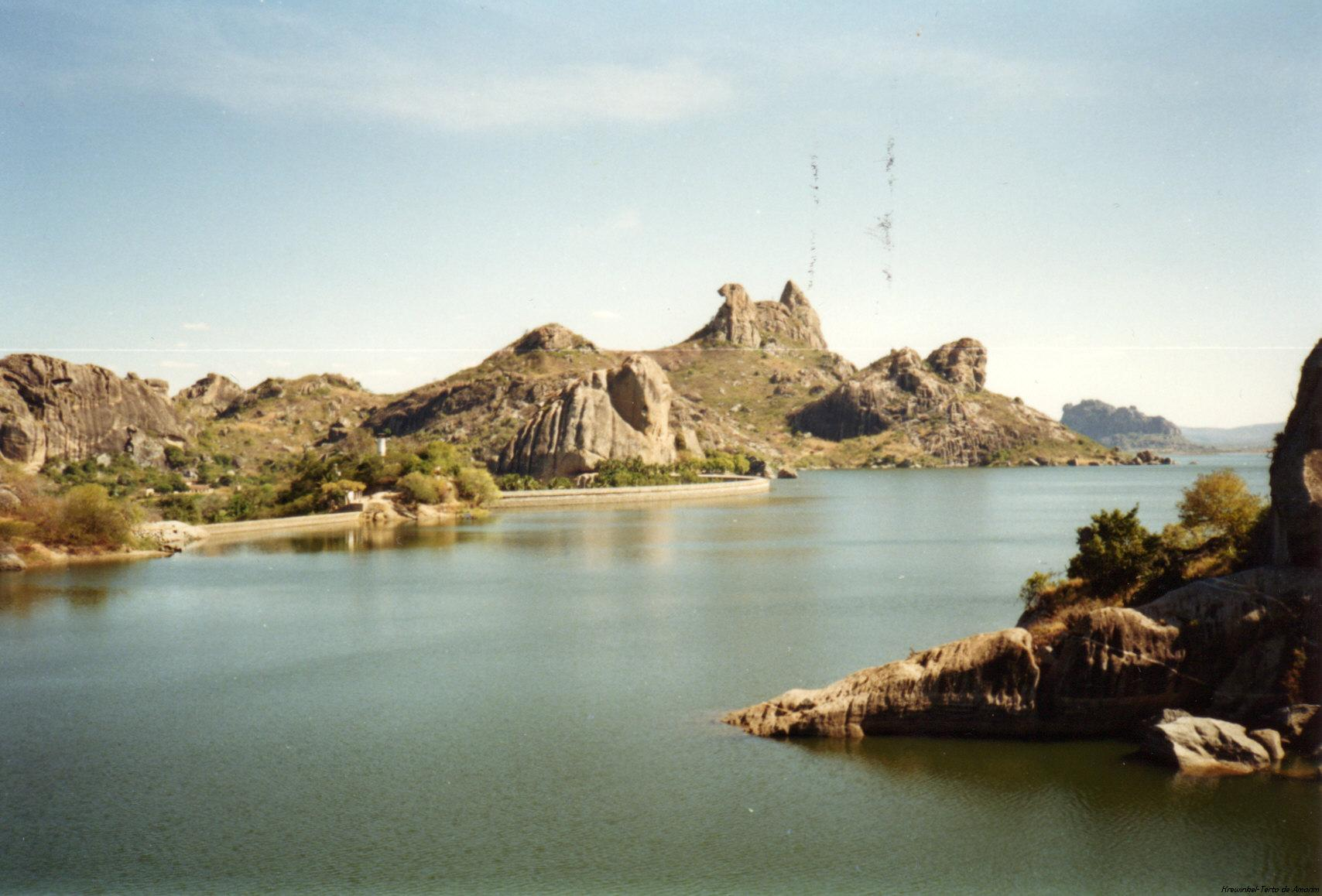
Açude do Cedro - Reservoir en stuwdammen

Açude do Cedro is een stuwdam gelegen bij de plaats Boqueirão do Cedro, in de gemeente Quixadá, op ongeveer 170 km van Fortaleza, de hoofdstad van de Braziliaanse deelstaat Ceará.
Om de effecten van een lang droogte-seizoen van deze regio te verminderen, heeft de eerste republikeinse regering van Brazilië in de laatste jaren van de negentiende eeuw besloten de stuwdam te bouwen. Het project voor deze stuwdam werd al voltooid in tijd van de koninkrijk regering van Brazilië. De bouw van de dam begon in 1890 en werd voltooid in 1906. De dam ligt in de rivier Sitiá.
Het stuwmeer heeft een oppervlakte van 224 km2 en vormt een waterreservoir met een capaciteit van 125.694.000 m3.
Het is mogelijk deze stuwdam te bezoeken. Daar kan men genieten van het landschap waarbij grote rotspartijen (zogenaamde 'inselberg') te zien zijn. De beroemde rots van deze omgeving is “De Kip" (Pedra da Galinha Choca).